# Chiesa dei Santi Pietro e Paolo (Rueil-Malmaison)
La chiesa dei Santi Pietro e Paolo (in francese: église Saint-Pierre-Saint-Paul) è un luogo di culto cattolico di Rueil-Malmaison, dipartimento Hauts-de-Seine e diocesi di Nanterre.
Fu eretta nel XVI secolo ed è nota in quanto ospita le tombe di Giuseppina Bonaparte e della figlia Ortensia. È monumento storico di Francia da 1862.

## Storia
Una prima chiesa fu eretta nel luogo nel XII secolo. All'inizio del XV secolo accanto alla chiesa, durante l'occupazione inglese, venne eretto un campanile. Alla fine della guerra dei cent'anni la chiesa risultava praticamente distrutta. Fu il pretendente al trono di re del Portogallo Antonio I che pose nel 1584 la prima pietra della nuova chiesa. Tra il 1632 e il 1635 fu eretta, per disposizione di Richelieu, l'attuale facciata, affidata all'architetto Jacques Lemercier. All'inizio della rivoluzione francese la chiesa subì saccheggi e vandalismi, con rotture di vetrate, saccheggi di tombe e distruzione delle statue della facciata.
Il 28 settembre 1825 venne installata la tomba di Giuseppina di Beauharnais, e il 20 aprile 1846 venne inaugurato ufficialmente il primo mausoleo di Ortensia di Beauharnais, opera di Lorenzo Bartolini.
Tra il 1854 e il 1857 la chiesa venne ristrutturata a opera dell'architetto Joseph-Eugène Lacroix incaricato per questo da Napoleone III, che finanziò i lavori anche con fondi personali e che successivamente (1864) offrì di tasca propria alla chiesa un nuovo organo.
Il 27 giugno 1858 venne inaugurato il nuovo cenotafio di Ortensia di Beauharnais.
Nel 1863 vi si svolsero i funerali di due dei figli della regina consorte di Spagna Maria Cristina di Borbone-Due Sicilie: Juan, conte del Recuerdo, in aprile, e José, conte di García, in dicembre, entrambi interrati nell'antico cimitero attiguo alla chiesa.
Nel 1990 ebbe luogo il restauro della facciata della chiesa e nel 1993 quello dell'interno.

## Descrizione

### Esterno

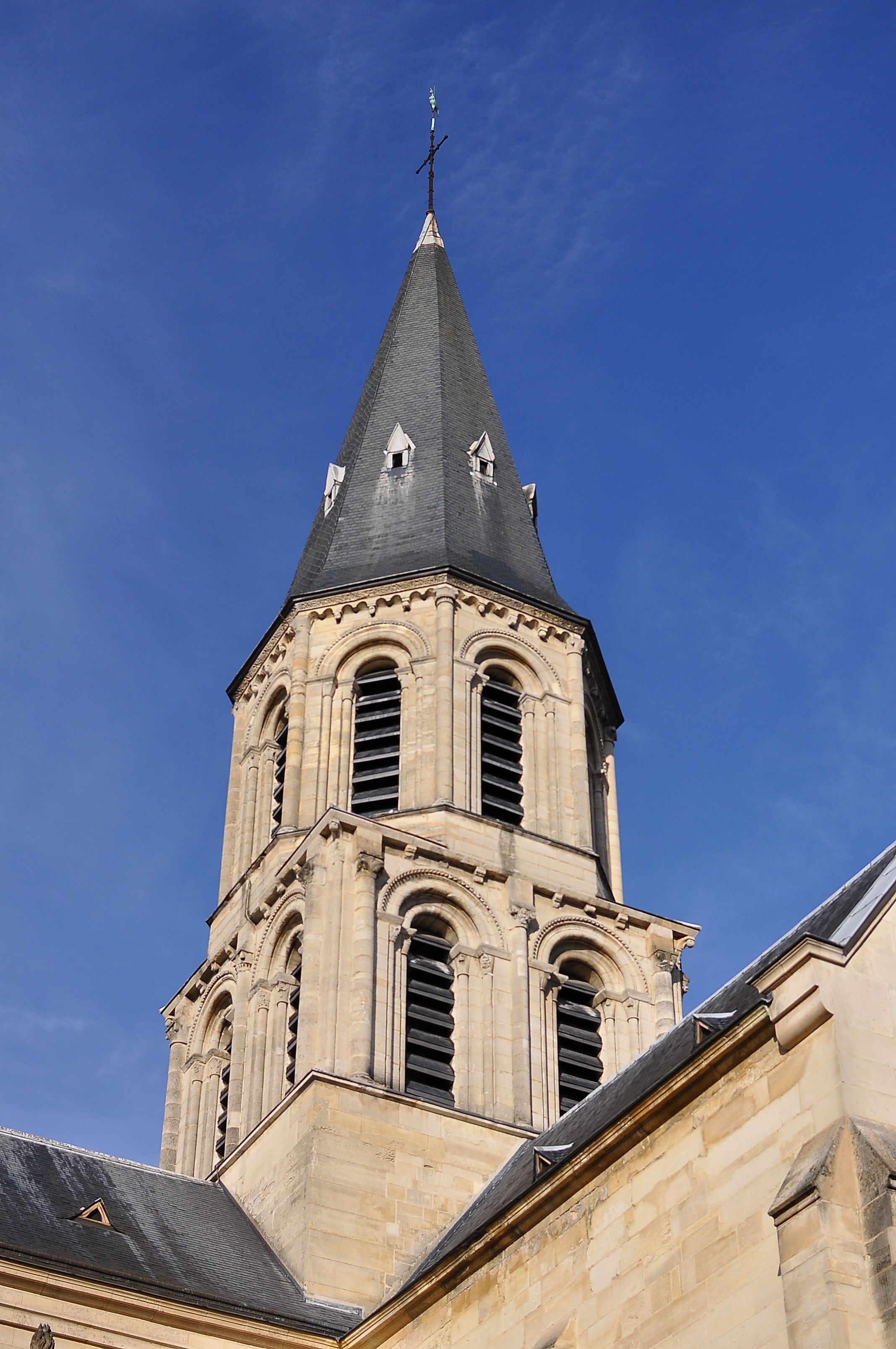
Campanile

La facciata della chiesa risale al 1633, opera di Jacques Lemercier, l'architetto di Richelieu, e assomiglia molto a quella della cappella della Sorbona, da lui parimenti realizzata. Le statue della facciata sono opera di Jacques Sarrazin, furono distrutte durante la rivoluzione e rimpiazzate con statue moderne nella ristrutturazione del 1990: gli apostoli Pietro e Paolo, di Louis Lepicard, e alcuni angeli di Jean-Loup Bouvier.  In alto si possono vedere le armi del cardinale Richelieu e, sopra il portico centrale, un ricordo della rivoluzione francese: il motto «Liberté, égalité, fraternité».
Il portale nord, di stile rinascimentale, data dal 1603. Fu restaurato da Lacroix nel 1857, da cui le due date su scritte 1603-1857.
Lacroix ha egualmente modificato la cornice aggiungendo le armi imperiali al posto delle J e H di Giuseppina e Ortensia.
Il campanile, di stile romanico, deve la sua conformazione attuale alla ristrutturazione del XIX secolo.

### Interno

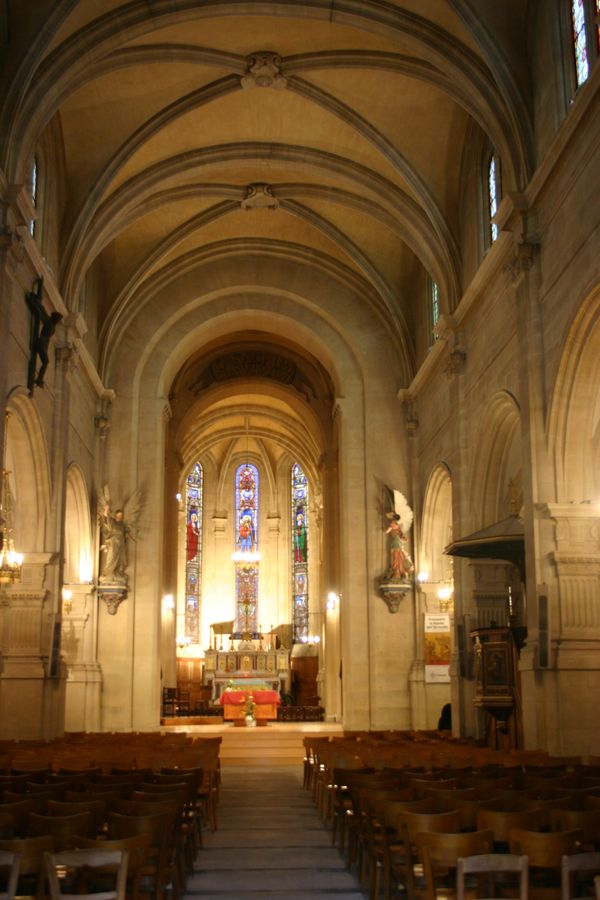
Interno

La navata, costruita verso il 1600, è lunga 40 metri. È stata ristrutturata come tutta la chiesa nel XIX secolo e in questa occasione il transetto è stato ampliato nei suoi lati. La volta culmina a 13 metri di altezza ed è sostenuta da 14 pilastri.
Sul paliotto dell'altare maggiore un notevole bassorilievo in bronzo dorato che rappresenta La deposizione dalla croce, di François Anguier. Realizzato nel 1667 e dorato da Dizy, era originariamente destinato alla chiesa del Val-de-Grâce a Parigi. Nel 1805 lo acquistò per la cappella del castello di Malmaison; il banchiere svedese Jonas-Philip Hagerman, divenuto proprietario del castello nel 1837, ne fece dono alla chiesa di Rueil-Malmaison. È invece di Charles Nicolas Lafond la tavola Giacobbe morente in Egitto mentre benedice i suoi dodici figli, esposta per la prima volta al Salon del 1808..

### Sepolture illustri
Nelle cappelle laterali del coro si trovano le tombe di Giuseppina di Beauharnais e il mausoleo della figlia Ortensia, che è interrata in una cripta nella chiesa.
La tomba dell'imperatrice Giuseppina è opera dell'architetto Louis-Martin Berthault e dello scultore Pierre Cartellier. In marmo di Carrara, esso rappresenta Giuseppina in preghiera, nello stesso atteggiamento della tavola de L'incoronazione di Napoleone, di David.
L'imperatrice riposa nello zoccolo del monumento (inciso con l'epitaffio «À Joséphine, Eugène et Hortense 1825»), in tre bare di piombo, quercia e acajou. Questa tomba fu terminata nel 1825, cioè più di nove anni dopo la morte di Giuseppina, la cui salma, in attesa, era stata posta nel sotterraneo del vicino presbiterio.
A lato della tomba di Giuseppina si trova quella dello zio Roberto Margherita Tascher de la Pagerie, governatore della Martinica, morto a Parigi nel 1806 e tumulato nella chiesa per un voto di Giuseppina.
Il Mausoleo della regina Ortensia è un'opera di Jean-Auguste Barre, realizzata sotto la direzione dell'architetto Lacroix, al quale Napoleone III aveva affidato i lavori di ristrutturazione della chiesa. Fu inaugurato da Napoleone III e dall'imperatrice Eugenia nel 1858.
La scultura rappresenta Ortensia in ginocchio, accompagnata da un angelo. Ai suoi piedi, una corona rappresentante il suo titolo di Regina di Olanda e una lira, per i suoi talenti di musicista. Un precedente mausoleo era stato realizzato da Bartolini nel 1846, rappresentante Ortensia in preghiera in ginocchio su un cuscino, vestita con una tunica senza maniche, la testa coperta da un grande velo, ma questo era stato rifiutato da Napoleone III. Esso si trova attualmente nella cappella del castello di Arenenberg, in Svizzera, ov'è deceduta Ortensia di Beauharnais.La salma di Ortensia non si trova nel monumento, ma nella cripta al fondo della chiesa, aperta per lei nel 1856. Questa cripta accolse momentaneamente nel 1860 la bara della duchessa d'Alba, sorella di Eugenia, nell'attesa che fosse traslata in Spagna.

### Organo a canne

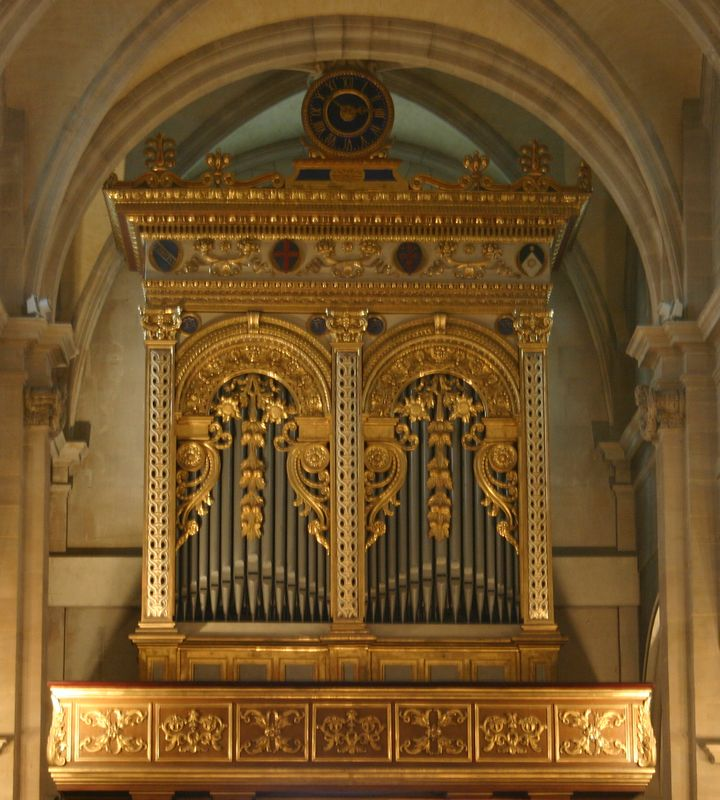
Organo a canne

Sulla cantoria in controfacciata si trova l'organo a canne Cavaillé-Coll opus 218/190, costruito nel 1864.
La cassa lignea che racchiude il materiale fonico è preesistente allo strumento stesso. Venne infatti realizzata presumibilmente intorno al 1523 su disegno di Baccio d'Agnolo per la basilica di Santa Maria Novella a Firenze, ove rimase fino al 1855, quando venne smontata insieme alla cantoria da Michelangelo Paoli su indicazione di Gaetano Baccani per sostituirla con una nuova in stile neogotico. Fu poi acquistata dall'antiquario Giovanni Freppa che vendette nel 1859  la cantoria ad un emissario di Alberto di Sassonia-Coburgo-Gotha (attualmente è esposta presso il Victoria and Albert Museum di Londra) e nel 1863 la cassa d'organo ad un emissario di Napoleone III; l'imperatore la donò alla chiesa di Rueil-Mailmaison e al suo interno venne realizzato l'odierno strumento; il prospetto fu riadattato con decorazioni neorinascimentali disegnate da Alphonse Simil. L'organo fu successivamente restaurato da Yves Panier-Duval nel 1934 e da Olivier Robert nel 2017-2018.
Lo strumento di Cavaillé-Coll dispone di 15 registri ed è a trasmissione integralmente meccanica. La consolle è a finestra e si apre sul lato destro della cassa; essa ha due tastiere e pedaliera, con i registri azionati da tiranti a pomello disposti in unica fila al di sopra del secondo manuale.